# Патраски залив
Патраският залив (гр.: Πατραϊκός Κόλπος) е дълбоко врязан в сушата залив на Йонийско море в Западна Гърция, разположен между нома Етолоакарнания на север и полуостров Пелопонес на юг. Дължина от запад на изток 50 km, ширина от 11 до 20 km, ширина на входа, между нос Папас на п-ов Пелопонес на юг и остров Оксия на север 24 km. Площ около 350 km². На изток тесен (2 km) проток го свързва с Коринтския залив, като над пролива се извисява мостът Рио-Антирио, най-дългия висящ мост в Европа. Бреговете му (с изключение на най-източните) са ниски, а на север и заблатени. На северния бряг дълбоко в сушата се вдава лагуната Аитолико, а на южния – лагуната Калогера. От север в него се влива река Евинос, а от юг – река Пирос. На югоизточния бряг на Патраския залив, се намира пристанището на Патра, по която е наименуван и заливът, а на северния бряг - пристанището Месолонги – главен град на Етолоакарнания.
В Патраския залив са проведени 3 известни морски битки край Лепанто.